# Rezerwat przyrody Jodły Karnieszewickie
Rezerwat przyrody „Jodły Karnieszewickie” – rezerwat florystyczny w województwie zachodniopomorskim, w powiecie koszalińskim, w gminie Sianów, 2 km na wschód-południowy wschód od Karnieszewic, po południowej stronie drogi krajowej nr 6 Koszalin-Słupsk.
Rezerwat został utworzony na mocy zarządzenia Ministra Leśnictwa i Przemysłu Drzewnego z dnia 16 stycznia 1978 roku. Zajmuje powierzchnię 36,81 ha (akt powołujący podawał 37,14 ha).
Celem ochrony jest zachowanie starodrzewu jodłowego poza granicą naturalnego zasięgu jodły pospolitej (Abies alba, o obwodach pni 100 do 300 cm) oraz flory mszaków epifitycznych, w tym licznej populacji zagrożonego wyginięciem wątrobowca widlika krzaczkowatego (Metzgeria fruticulosa). W poszyciu wiciokrzew pomorski (Lonicera periclymenum).
Obszar rezerwatu objęty jest ochroną czynną.
Nadzór: Nadleśnictwo Karnieszewice.